# Xavier Naidoo

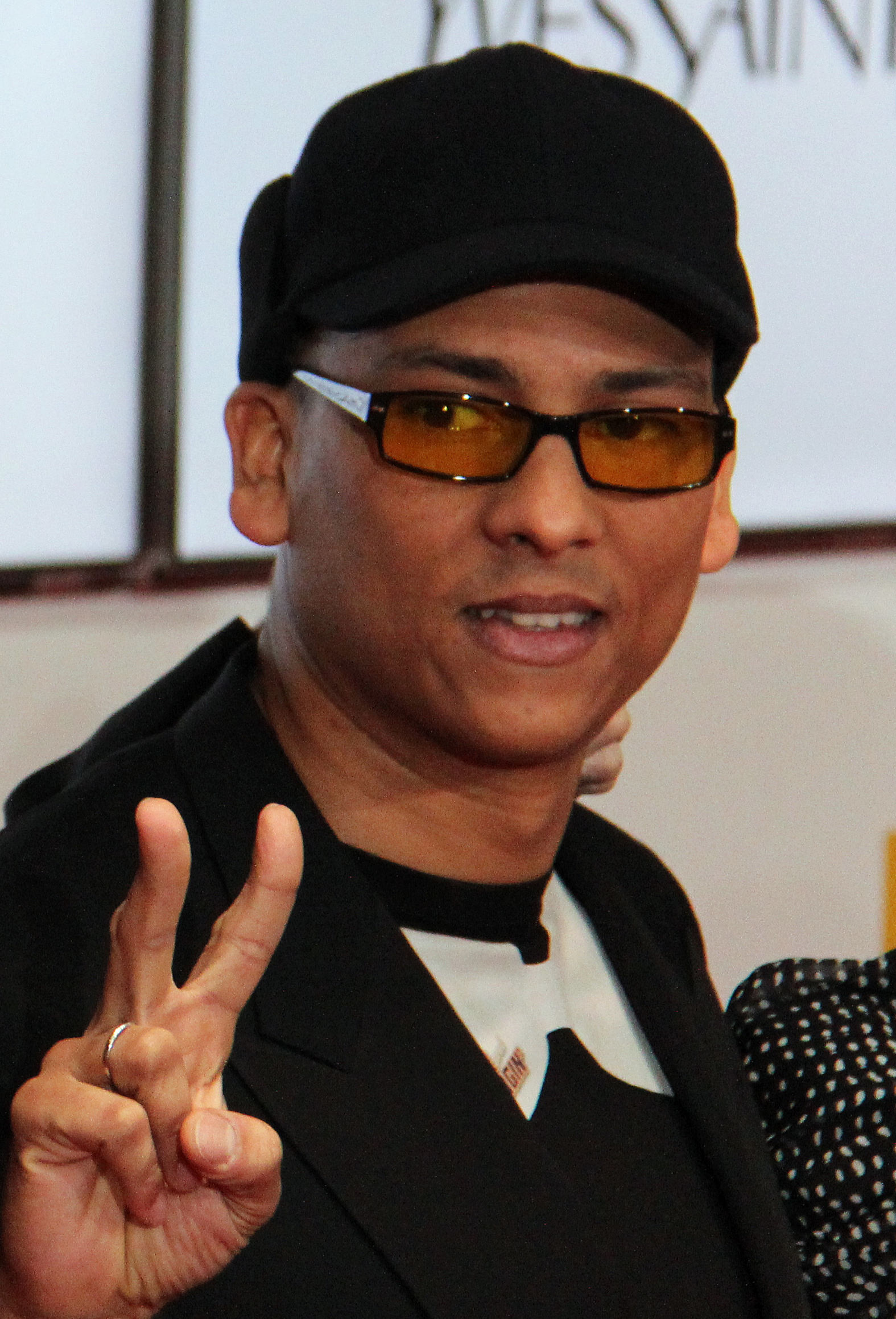
Xavier-Naidoo (2012)

Xavier Kurt Naidoo [ˌksɛɪvɪɐ kʰʊɐ̯t naɪˈduː] (Mannheim,  2 oktober 1971) is een Duitse zanger van soul en R&B. Naast zijn solocarrière is hij medeoprichter van de Duitse popgroep Söhne Mannheims, een van de initiatiefnemers van en docent aan de Mannheimer Popakademie en grondlegger van de platenlabels Beats Around the Bush en Naidoo Records. Daarnaast is hij betrokken bij een aantal muzikale projecten zoals Brothers Keepers, Rock gegen Rechts, 4 Your Soul, Rilke Projekt, Zeichen der Zeit en Fourtress.
Naidoo's songteksten gaan over het christendom en de Apocalyps. Hij heeft een aantal prijzen ontvangen voor zijn teksten, zoals de Fred-Jay-Preis in 2003.
Naidoo's debuutalbum Nicht von dieser Welt is sinds 1998 meer dan 1 miljoen keer verkocht. De twee daaropvolgende soloalbums, Zwischenspiel – Alles für den Herrn (2002) en Telegramm für X (2005) waren ook zeer succesvol. Van zijn vierde album, Alles kann Besser Werden (2009) werden 415.000 exemplaren verkocht. In 2013 bracht hij twee albums uit: Mordsmusik en Bei meiner Seele.
In 2011 en 2012 was hij coach in The Voice of Germany. 
Op 19 november 2015 werd Naidoo door de Duitse omroep ARD geselecteerd om voor Duitsland naar het Eurovisiesongfestival 2016 in Stockholm te gaan. Hierop ontstond in Duitsland een stormvloed van kritiek, vanwege beschuldigingen van homofobie en racisme. Twee dagen later werd de kandidatuur van Naidoo weer ingetrokken.